# Podbočje
Podbočje este o localitate din comuna Krško, Slovenia, cu o populație de 336 de locuitori.